# Polygala extraaxillaris
Polygala extraaxillaris är en jungfrulinsväxtart som beskrevs av Chod.. Polygala extraaxillaris ingår i släktet jungfrulinssläktet, och familjen jungfrulinsväxter. Inga underarter finns listade i Catalogue of Life.